# Ruggero I di Pallars Sobirà
Ruggero I di Pallars Sobirà (in spagnolo Rogelio, in catalano Roger, in francese Roger; seconda metà secolo XII – 1240 circa) Visconte di Carcassonne e di Couserans, poi Conte di Pallars Sobirà dal 1229 alla sua morte.

## Origine
Ruggero, secondo Pierre de Guibours, detto Père Anselme de Sainte-Marie o più brevemente Père Anselme, era il figlio primogenito del visconte di Conserans, Ruggero I, e, secondo le Europäische Stammtafeln, vol III.3 cap. 404b (non consultate) di Sibilla di Foix, figlia del conte di Foix, Ruggero Bernardo I e di Cecilia Trencavel, figlia di Raimondo I Trencavel, visconte di Carcassonne, d'Albi e di Béziers, e della sua prima moglie, Adelaide.

Ruggero I di Conserans, ancora secondo Père Anselme, era il figlio del visconte di Cominges, Bernardo II e di Dras di Muret.

## Biografia
Verso il 1210, succedette a suo padre nelle visconte di Conserans e di Carcassonne.
Secondo la Petri Monachi Cœnobii Vallium Cernaii Historia Albigensium, LIII, Patrologia Latina, Vol. 213 (non consultato), durante la Crociata albigese, Ruggero inizialmente fu un sostenitore di Simone IV di Montfort.
Verso il 1215, Ruggero sposò, in seconde nozze, la Contessa di Pallars Sobirà, Guglielma I, come ci conferma il documento nº 203 del El Monestir de Santa Maria de Gerri (segles XI-XV) Collecció Diplomática, II (non consultato), datato 1221, inerente ad una donazione di Guglielma (domina Gylelma…comitissa Pallarensis) assieme a Ruggero di Couserans (domini Rogerii Palarensis comitis).

Anche Guglielma era al suo secondo matrimonio, come ci viene confermato da due documenti del El Monestir de Santa Maria de Gerri (segles XI-XV) Collecció Diplomática, II (non consultati):

 nº 192, datato 1204, assieme alla figlia, anche lei di nome Guglielma e al primo marito, Guglielmo di Eril (domine Guilelme comitisse Paliarensis et filie sue Guilelme et Guilelmi d´Eril mariti sui)

 nº 196, datato 1205, ancora assieme alla figlia, Guglielma e al primo marito, Guglielmo di Eril (Guilelma…Palearensis comitissa et…Guilelma filia eius et…Guilelmus de Eri).
Dato che non aveva dato figli a Ruggero, nel 1229 Guglielma decise di vendere la contea allo stesso, Ruggero di Couserans, per 15.000 marabotinos d'oro; la vendita della contea (comitatum Paliarensem) da parte di Guglielma (Guillelma comitissa Paliarensis) a Ruggero, conte di Pallars Sobirà (Rogerio Convenarum, comiti Paliarensi) viene confermata nel documento nº 212 del El Monestir de Santa Maria de Gerri (segles XI-XV) Collecció Diplomática, II (non consultato), datato 6 marzo 1229. Ruggero divenne il Conte di Pallars Sobirà, Ruggero I di Pallars Sobirà.

La vendita fu ratificata nel 1231, anno in cui Guglielma compare, per l'ultima volta citata in un documento e si ritirò nel monastero di Vallbona de les Monges, dove morì verso il 1250.
Ruggero I continuò ad occuparsi dei suoi domini occitani, delegando il figlio di primo letto, Ruggero, a occuparsi della Contea di Pallars Sobirà, in cui gli succedette, nel 1240 circa.

## Matrimoni e discendenza
Ruggero, verso il 1200, aveva sposato Cecilia di Forcalquier, figlia del conte Bertrando II di Forcalquier, che gli aveva dato due figli:
- Ruggero[1] († 1256 circa), Contessa di Pallars Jussà, come da documento n° X dei Documents des archives de la Chambre des Comptes de Navarre: 1196-1384[13];
- Arnaldo († 1244 circa), Signore d’Almazan[1].

Dopo essere rimasta vedovo, Ruggero sposò, in seconde nozze, la  Contessa di Pallars Sobirà, Guglielma I, che, secondo la Foundation for Medieval Genealogy era figlia del sesto Conte di Pallars Sobirà, Artaldo IV e di Guglielma, di cui non si conoscono gli ascendenti, mentre secondo altre fonti era figlia del settimo Conte di Pallars Sobirà, Bernardo III e di una donna di cui non si conoscono né il nome né gli ascendenti.

Ruggero da Guglielma non ebbe figli.

### Fonti primarie
- (LA)  Histoire Générale de Languedoc, Tome IV, Notess.
- (LA)  Documents des archives de la Chambre des Comptes de Navarre: 1196-1384.

### Letteratura storiografica
- (FR)  Histoire généalogique et chronologique de la maison royale de France, Tome 2.